# Buster Adams
Elvin Clark "Buster" Adams (24 de junio de 1915 - 1 de septiembre de 1990) fue un jardinero de las Grandes Ligas estadounidense que jugó para los Cardenales de San Luis y los Filis de Filadelfia en 1939 y entre 1943 y 1947.

## Primeros años de vida
Adams nació en 1915 en Trinidad, Colorado. Se graduó de la escuela secundaria Bisbee en Bisbee (Arizona) en 1935. Pasó un año jugando en la Asociación del Oeste antes de pasar a la Liga de la Costa del Pacífico (PCL) para la temporada de 1936.

## Carrera profesional
En 1936, Adams comenzó a jugar para los Sacramento Solons de la Liga de Fútbol Americano (PCL); jugando de forma intermitente durante las siguientes 16 temporadas. Cuando se fracturó la pierna durante la temporada de 1936, lideraba la PCL en bases robadas, pero se perdió gran parte de la temporada debido a esa lesión. Estaba en los entrenamientos de primavera con los Cardenales de San Luis en marzo de 1939 cuando se fracturó la mandíbula tras ser golpeado por una pelota lanzada. Debutó en las Grandes Ligas el 27 de abril de 1939 con los Cardenales, pero solo participó en dos partidos esa temporada. Fue dado de baja a principios de mayo.
En mayo de 1941, Alan Ward, del Oakland Tribune, escribió que Adams llevaba un par de temporadas jugando con una enfermedad estomacal. En ese momento, bateaba para .423 con los Sacramento Solons. Adams terminó la temporada de 1941 con un promedio de bateo de .285 y la siguiente para .309.

## Carrera posterior
Adams regresó a las Grandes Ligas con los Cardenales en 1943, jugando ocho partidos antes de ser traspasado a los Filis. Jugó el resto de esa temporada, toda la de 1944 y los primeros 14 partidos de 1945. Aunque pudo jugar a pesar de su dolencia estomacal, la enfermedad lo inhabilitó para servir en el ejército en 1944 en el contexto de la Segunda Guerra Mundial.
En mayo de 1945, Adams fue traspasado de vuelta a los Cardenales por John Antonelli y Glenn Crawford, jugando principalmente en el jardín central; se había abierto un puesto en los jardines debido al servicio militar de Stan Musial. Adams tuvo su mejor temporada con los Cardenales en 1945 y terminó en el puesto 18 en la votación para el MVP de las Grandes Ligas de Béisbol (MVP). Terminó la temporada con 109 carreras impulsadas; sus 101 carreras impulsadas con los Cardenales fueron un récord para un jardinero central de los Cardenales hasta 1987.
Adams también jugó con los Cardenales en 1946 y con los Filis en 1947. Después, regresó a la Liga de Fútbol Americano (PCL) y jugó hasta su retiro en 1951.
En 576 partidos de Grandes Ligas a lo largo de seis temporadas, Adams registró un promedio de bateo de .266 (532 en 2003), con 282 carreras, 96 dobles, 12 triples, 50 jonrones, 249 carreras impulsadas y 234 bases por bolas. Registró un porcentaje de fildeo de .979 jugando en las tres posiciones de los jardines.

## Vida posterior
Adams murió de una insuficiencia cardíaca congestiva en Rancho Mirage, California, en 1990 a los 75 años. Fue enterrado en un nicho en el cementerio Eternal Hills Memorial Parken en Oceanside (California).